# Abdul Carrupt
Abdul Carrupt (Savièse, 22 dicembre 1985) è un ex calciatore svizzero naturalizzato guineense, di ruolo centrocampista.

## Carriera
Nella stagione 2010-2011 ha giocato 7 partite di Europa League con la maglia del Losanna.